# Arachis macedoi
Arachis macedoi är en ärtväxtart som beskrevs av Antonio Krapovickas och Walton Carlyle Gregory. Arachis macedoi ingår i släktet jordnötter, och familjen ärtväxter. Inga underarter finns listade i Catalogue of Life.